# Sukumo
Sukumo (宿毛市?) è una città giapponese della prefettura di Kōchi.

## Galleria d'immagini

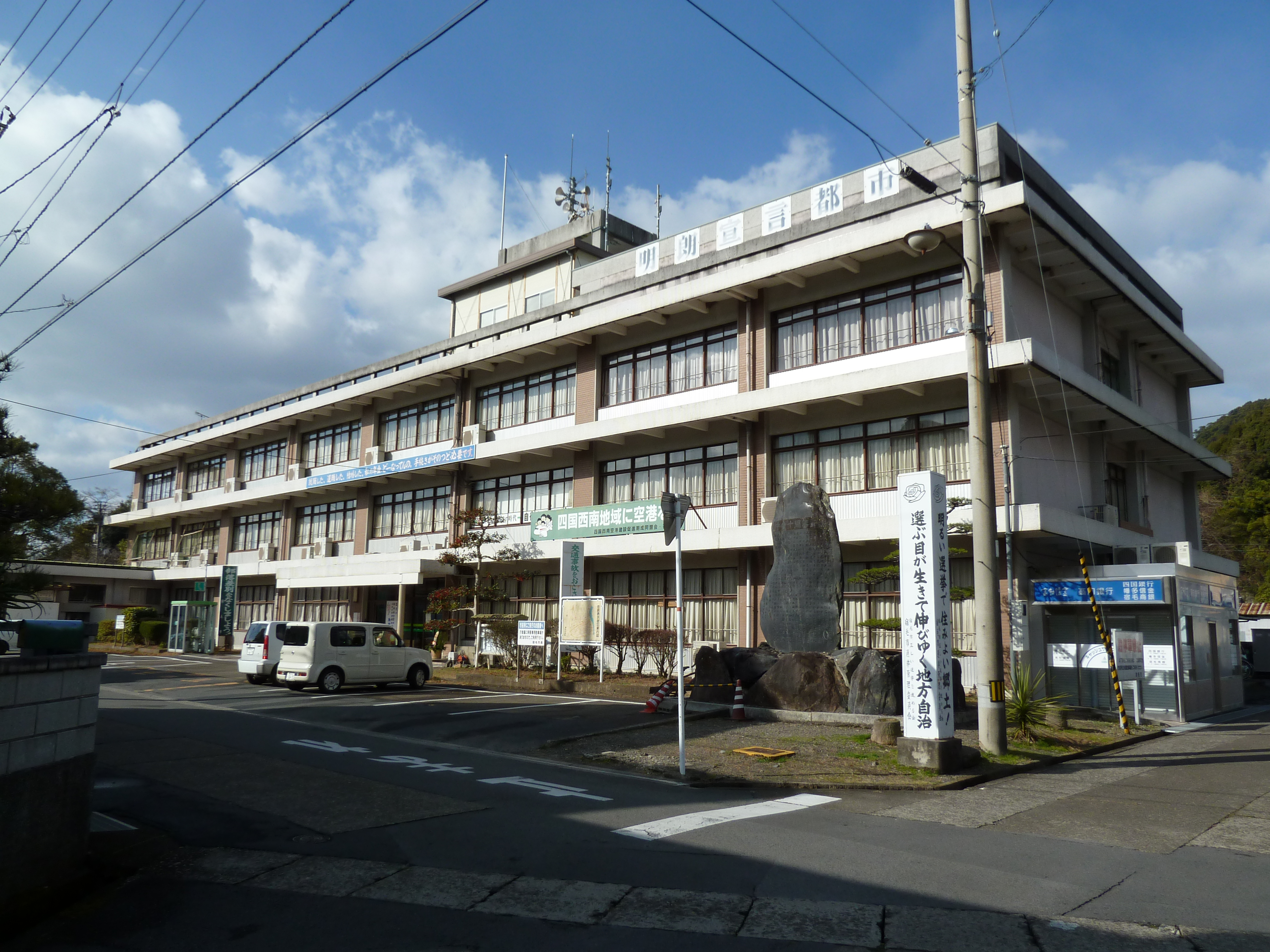
Gli uffici municipali
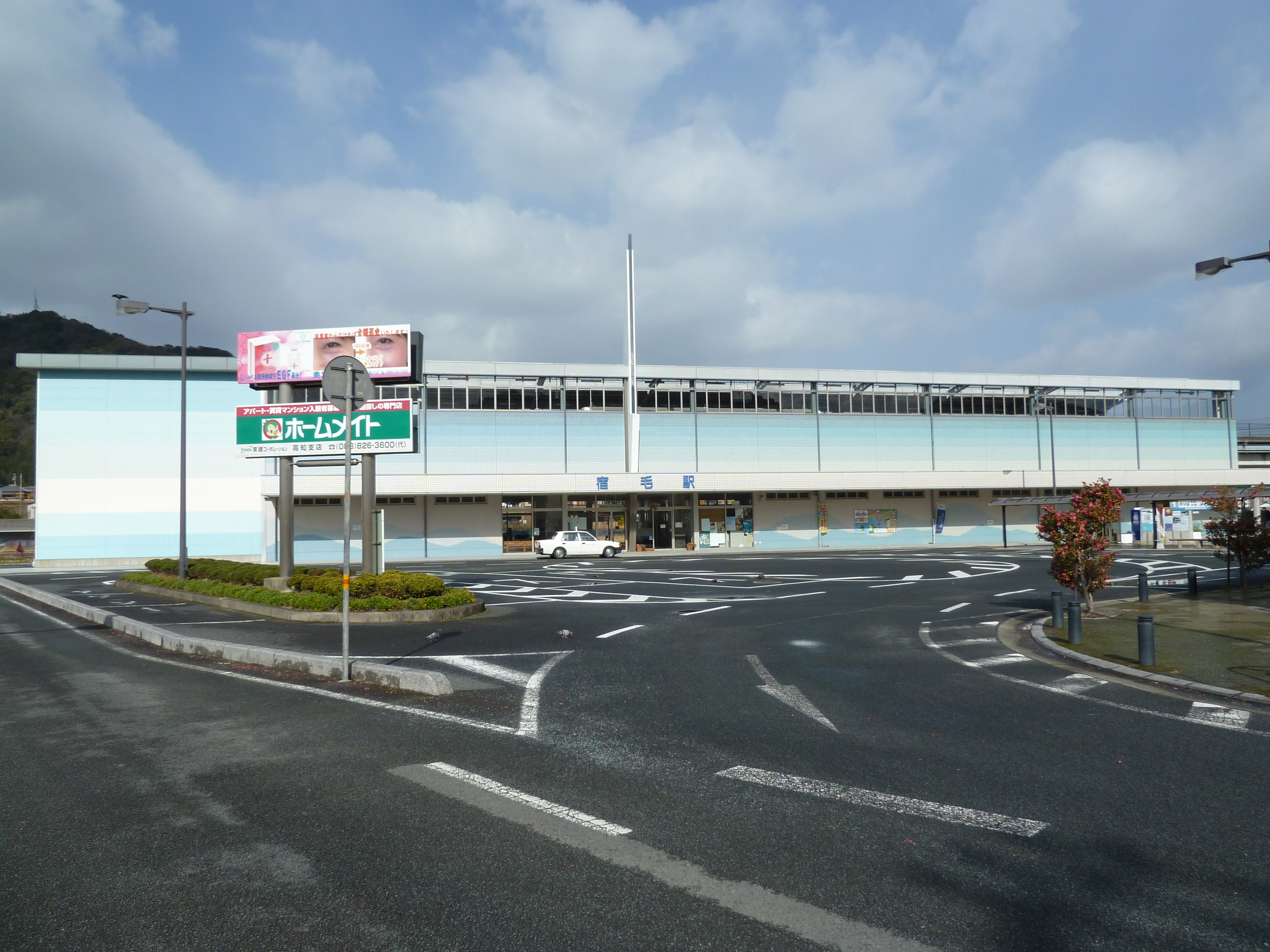
La stazione
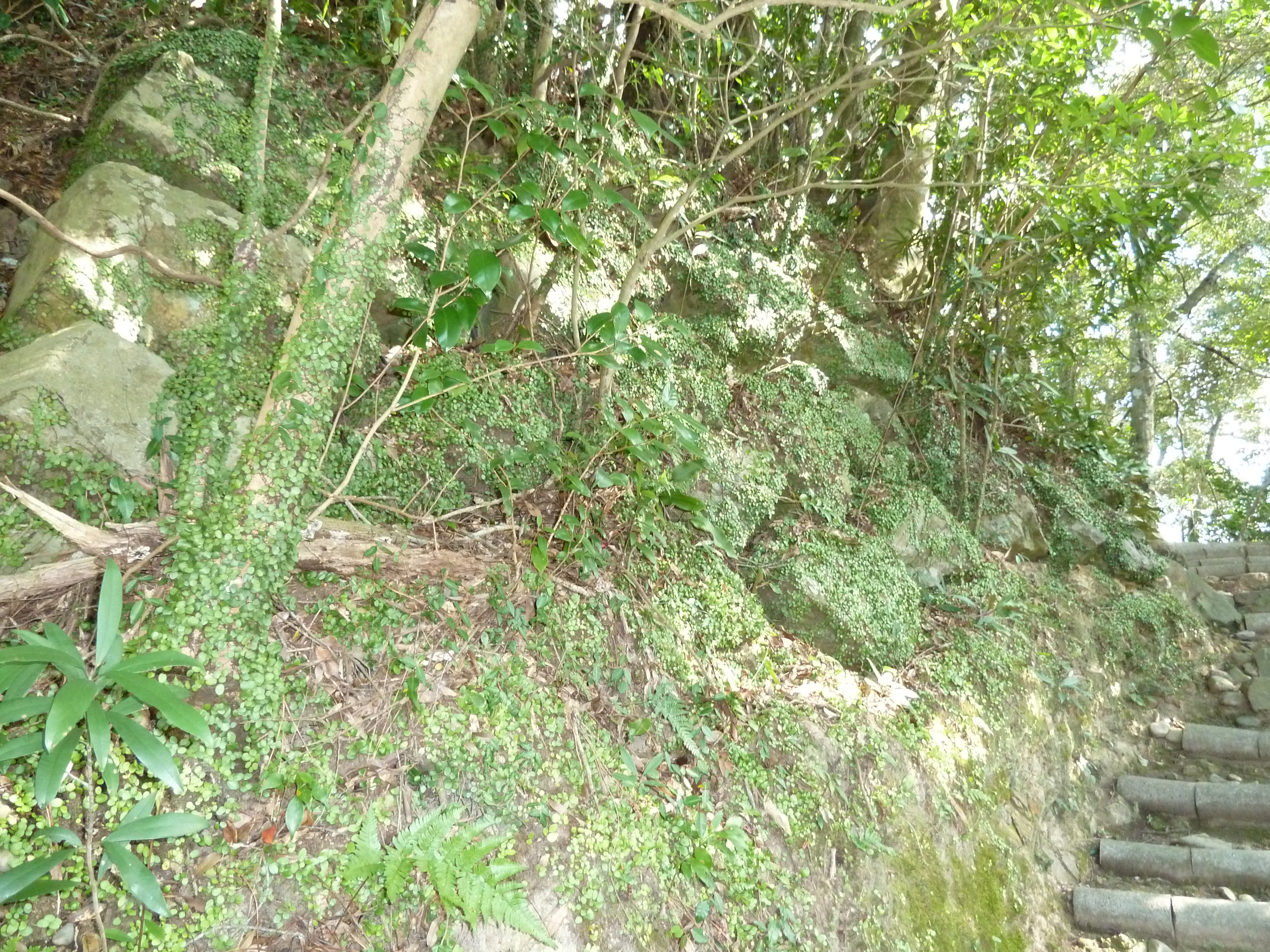
Le mura del castello
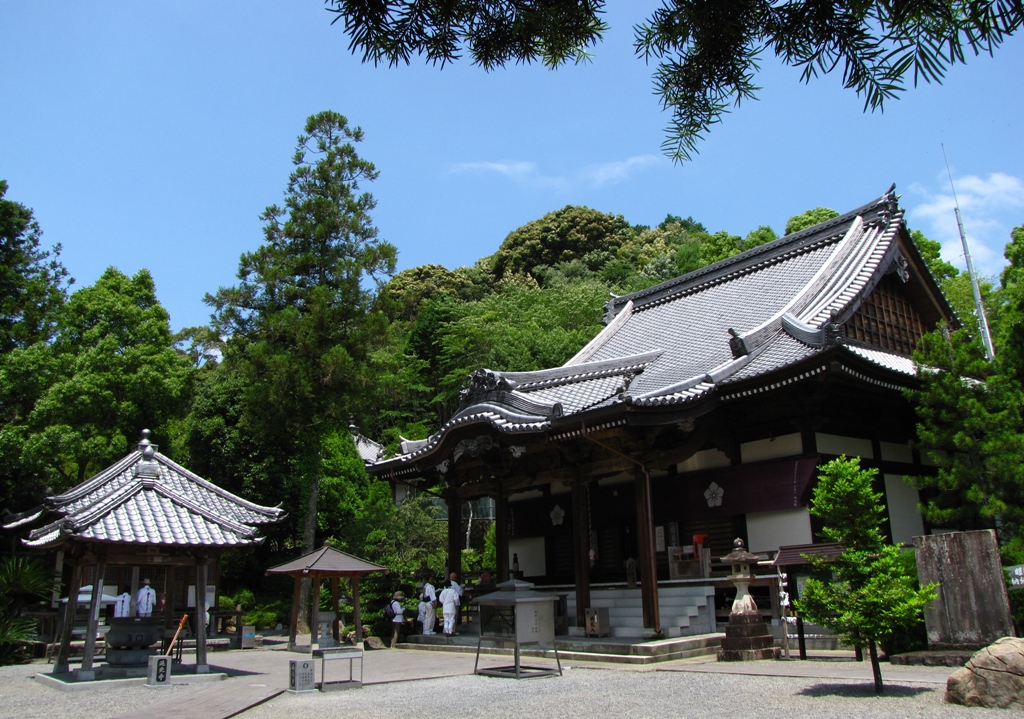
Il tempio di Enkou